# Georg Browne
Georg Browne, ros. Юрий Юрьевич Броун (ur. 15 czerwca 1698 w Limerick, zm. 18 września 1792 w Rydze) – rosyjski generał (генерал-аншеф), Irlandczyk z pochodzenia.
Urodził się w Irlandii. Karierę wojskową rozpoczął od wstąpienia do wojska elektora reńskiego. W 1730 roku wstąpił w szeregi armii rosyjskiej. W 1736 otrzymał stopień pułkownika. Uczestniczył w oblężeniu Azowa (1736), gdzie został zraniony oraz oblężeniu i zdobyciu Oczakowa. Podczas wojny Austrii z Turcją służył w armii austriackiej. Po jednej z bitew sprzedany jako niewolnik, odzyskał wolność dzięki poparciu konsulatu francuskiego. Podczas wojny ze Szwecją w 1742 roku dowodził wojskami w Petersburgu nad brzegami Zatoki Fińskiej, następnie posłany jako pomoc Austrii w czasie wojny siedmioletniej. W bitwie pod Sarbinowem 25 sierpnia 1758 otrzymał ciężką ranę uniemożliwiającą dalszą służbę w wojsku. Car Piotr III mianował go generał-gubernatorem Inflant, z siedzibą w Rydze. Przez 30 lat rządów w Inflantach zakładał szkoły, szpitale, budował drogi i umacniał rolnictwo. Od cesarza Józefa II otrzymał tytuł hrabiego.